# Встретимся в Сент-Луисе
«Встретимся в Сент-Луисе» (англ. Meet Me in St. Louis) — классический цветной музыкальный фильм (киномюзикл), снятый на киностудии Metro-Goldwyn-Mayer. Вышел на экраны в 1944 году и стал в США одним из самых кассовых фильмов года.

## Сюжет
Идеализированный портрет Америки рубежа веков на примере одной семьи. Действие происходит накануне Всемирной выставки 1904 года в Сент-Луисе, где Алонсо Смит (Эймс), преуспевающий бизнесмен, живёт в просторном особняке стиля бозар со своей женой Энн (Эстор), дочерьми Эстер (Гарленд), Тутти (О’Брайен), Роуз (Бремер) и Агнес (Кэрролл), сыном Лоном (Дэниэлс), капризным дедушкой (Дэвенпорт) и служанкой (Мэйн).
Дочь Роуз кокетничает с одним кавалером дома и переписывается с другим, уехавшим в колледж, а Эстер (Гарленд) помолвлена с юношей, живущим в соседнем доме. Когда Алонсо получает повышение по службе и ему необходимо переезжать в Нью-Йорк, чего никто из членов семьи никак не желает, начинаются неприятности…

## Производство
Над тем, чтобы свести виньетки из жизни Америки рубежа веков в связное повествование, корпел целый легион сценаристов. В мемуарах Миннелли вспоминает, что видел свою задачу в создании «сентиментального настроения» для зрителей, уставших от тягот военного времени. Хотя Сент-Луис на рубеже веков был одним из самых больших городов Америки, создатели фильма ограничились изображением жизни в элитном предместье. Большое внимание уделялось детальному воспроизведению обстановки интерьеров «прекрасной эпохи».
Режиссёр впервые работал с техниколором; яркие сочные цвета «Сент-Луиса» стали эталоном для киномюзикла на десятилетие вперёд. Одной из самых сложных в техническом плане была сцена, когда молодые люди переходят из комнаты в комнату и тушат свет. Она была снята одним планом в студии с раздвижными стенами и с использованием новаторского оборудования, обеспечивавшего контрастное освещение в полумраке.
«Встретимся в Сент-Луисе» — один из первых фильмов, где музыкальные номера органично вплетены в сюжет. Песню отца семейства исполнил лично продюсер фильма Артур Фрид. Режиссёр Винсент Минелли в ходе съёмок влюбился в исполнительницу главной роли, Джуди Гарленд; вскоре они поженились и через год у них родилась дочь Лайза.

## В ролях
- Джуди Гарленд — Эстер Смит
- Маргарет О’Брайен — Тутти Смит
- Мэри Астор — Миссис Анна Смит
- Люсиль Бремер — Роза Смит
- Джун Локхарт — Люсиль Бэлэрд
- Том Дрейк — Джон Труэтт
- Марджори Мэйн — Кэти
- Хэрри Дэвенпорт — дедушка
- Леон Эймс — Мистер Алонзо Смит
- Хэнк Дэниэлс — Алонзо Смит младший
- Джоан Кэрролл — Агнес Смит
- Чилл Уиллс — мистер Нили
- Виктор Килиан — носильщик (в титрах не указан)

|  |  |  |  |  |

## Тематика
В монографии о фильме, выпущенной Британским институтом кино, подмечено, что «прилизанная» ретро-панорама американской семейной жизни, несмотря на очевидную фальшь, «неодолимо манит в наше время ядерного оружия, СПИДа и городской преступности, когда родителям следует тщательно подумать, прежде чем выпустить ребёнка поиграть во двор». 

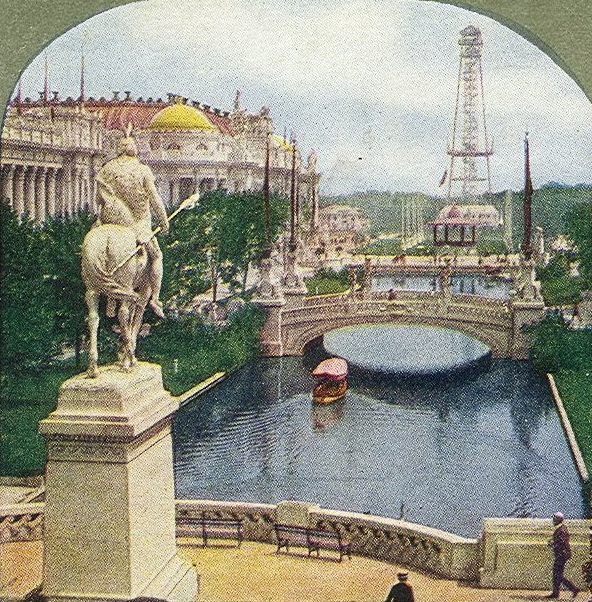
Сент-Луис во время всемирной выставки 1904 года

О том, что фильм снят в разгар самой страшной в истории человечества войны, напоминает нестандартный персонаж 6-летней Тути. Девочка болезненно озабочена всем, что касается смерти и убийства: она хоронит своих кукол, символически убивает на Хэллоуин соседей, чуть не сводит с рельсов трамвай и маниакально уничтожает целое семейство снеговиков, повизгивая от восторга: «Я самая ужасная!» За исполнение роли Тути юная актриса Маргарет О’Брайен была удостоена специального (детского) «Оскара».

## Музыка
Мюизкл получил всеамериканскую известность главным образом благодаря трём песням –  "The trolley song", "The boy next door" и "Have yourself a merry little Christmas". Все они (особенно рождественская песня) стали в США хитами, которые с 1950-х гг. и поныне исполняются вне контекста кинофильма. Равные права на музыку и текст песен имеют Хью Мартин и Ральф Блэйн (Ralph Blane). В действительности все три мелодии написал Хью Мартин, в чём он признался в самом конце жизни — в мемуарах, изданных в 2010 году. Блестящий «голливудский» вид песням Мартина придал Конрад Сэлинджер (Conrad Salinger), который аранжировал их для вокального ансамбля (хора) и камерного оркестра. По правилам тех лет, однако, аранжировщик не имел права номинироваться на «Оскар». По этой причине на «Оскар» номинировался Джордж Столл, занимавший должность «музыкального руководителя» фильма.

## Успех
Фильм был номинирован на «Оскар» (1945) за лучший сценарий (Ирвинг Бречер, Фред Финклхофф), лучшую операторскую работу в цвете (Джордж Фолси), лучшее музыкальное оформление (Джордж Столл) и лучшую песню (Хью Мартин и Ралф Блэйн). Прозвучавшая в фильме песня Have Yourself a Merry Little Christmas стала рождественским поп-стандартом.
В 2006 г. Американский киноинститут внёс фильм Миннелли в лучшую десятку киномюзиклов в истории Голливуда. Картина также фигурирует в списке величайших фильмов, который раз в 10 лет публикует синефильское издание Sight & Sound.